# Alberton, Sydafrika

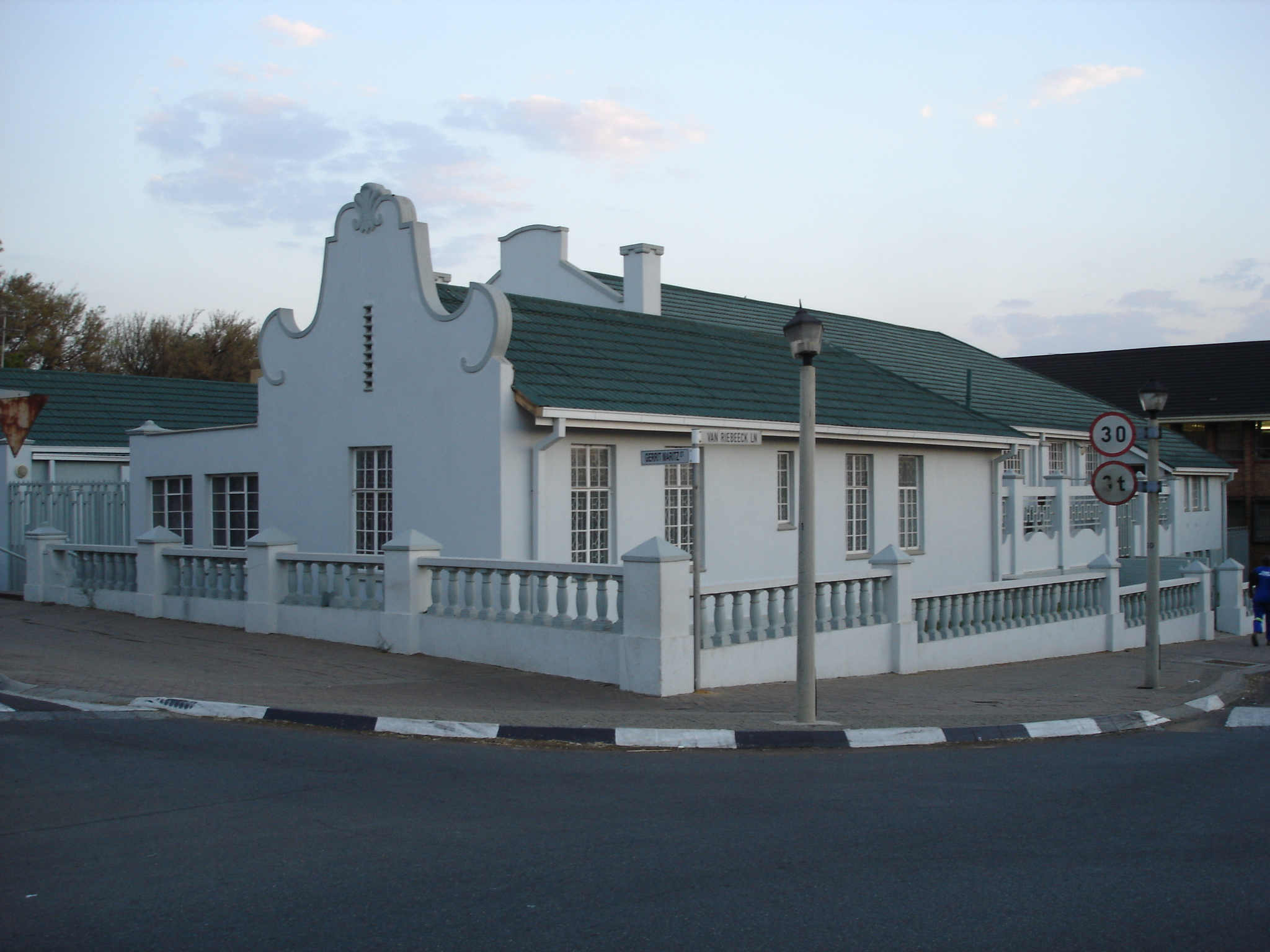
Albertons gamla rådhus.

Alberton är en ort i den sydafrikanska provinsen Gauteng. Alberton hade 121 536 invånare vid folkräkningen 2011